# Gabriel Luna
Gabriel Isaac Luna (Austin, Texas; 5 de diciembre de 1982) es un actor estadounidense. Es más conocido por su papel como Robbie Reyes / Ghost Rider en la serie Agents of S.H.I.E.L.D., apareciendo en la serie entre 2016 y 2017, y también por sus roles como el cíborg Rev-9 en la película Terminator: Dark Fate (2019), Tony Bravo en la serie El Matador, de la cadena El Rey Network, Paco Contreras en la serie policial Wicked City, de la ABC, y como Tommy Miller en The Last of Us, de HBO, adaptación de la serie de videojuegos del mismo nombre. Además, ha aparecido en las películas Bernie (2011), Balls Out (2014), Freeheld (2015), Gravy (2015) y Transpecos (2016).

## Primeros años
Gabriel Isaac Luna nació en Austin, Texas, hijo de Deborah Ann (de apellido de soltera Pérez) y Gabriel López Luna (1962-1982), ambos mexicanos. Su padre murió a los veinte años, tres meses antes del nacimiento de Gabriel. Fue criado por su madre en Austin, ciudad en la que asistió a la St. Edward's University, donde realizó su debut como actor personificando a Romeo en una producción teatral de Romeo y Julieta, de William Shakespeare. Luna se graduó de la universidad en 2005.

## Carrera
Luna hizo su debut en la gran pantalla interpretando a Kristofer Rostropovich en la película de drama Fall to Grace, la cual fue estrenada en el festival South by Southwest el 12 de marzo de 2005. Luego prestó su voz para el videojuego BlackSite: Area 51, lanzado al mercado el 12 de noviembre de 2007. Luna es miembro fundador del grupo de teatro de Austin "Paper Chairs Theatre Company". En el escenario de esa compañía ha interpretado los roles de Sergei Maxudov en Black Snow (2009), el personaje protagonista en Orestes (2009) y Clov en Endgame (2010). Por estos tres roles, recibió el premio al mejor actor por parte del Austin Critics Table en 2010. Poco después, Luna interpretó el papel protagónico de Nate Hitchins en el film de drama Dance with the One, estrenado en South by Southwest el 20 de marzo de 2010. Al año siguiente tuvo un papel secundario en la comedia de humor negro Bernie, dirigida por Richard Linklater y protagonizada por Jack Black, y estrenada en el Festival de cine de Los Ángeles el 16 de junio de 2011. Otros trabajos menores de Luna en la televisión incluyen roles secundarios en series como Prison Break (2008), la película para televisión Temple Grandin (2010), Touch (2013) y NCIS: Los Ángeles (2013).
En 2014 fue seleccionado para el rol principal como Tony Bravo en la serie Matador, de la cadena El Rey Network. La serie se estrenó el 15 de julio de 2014 por un total de 13 episodios a lo largo de una sola temporada, finalizando el 7 de octubre de 2014. Ese mismo año, apareció en la comedia deportiva Balls Out, interpretando el papel de Vinnie. La película fue estrenada en el Festival de cine de Tribeca el 19 de abril de 2014. Después de esto, tuvo un papel recurrente como Miguel Gilb, expareja del personaje de Taylor Kitsch, en la segunda temporada de la serie de HBO True Detective, apareciendo en tres episodios. Luego, apareció en un rol secundario en la película de drama Freeheld, protagonizada por Julianne Moore y Elliot Page y dirigida por Peter Sollett, siendo estrenada en el Festival Internacional de Cine de Toronto el 13 de septiembre de 2015. Luna apareció más tarde en la película de comedia Gravy, dirigida por James Roday y lanzada en Estados Unidos el 2 de octubre de 2015. A continuación, Luna fue seleccionado para interpretar al detective Paco Contreras en la serie de drama Wicked City. La serie fue estrenada en la cadena ABC el 27 de octubre de 2015, y fue cancelada luego de la emisión de tan solo tres episodios, siendo el resto lanzados a través de la plataforma en línea de Hulu.
Al año siguiente, interpretó al agente de frontera Lance Flores en la película de suspenso Transpecos, actuando junto a Clifton Collins Jr. y Johnny Simmons. El filme fue estrenado en South by Southwest el 13 de marzo de 2016. Luego de esto, Luna apareció en la miniserie Harley and the Davidsons, de Discovery Channel, en el papel del motociclista de carreras Eddie Hasha. En julio del mismo año, se anunció su incorporación al elenco de la cuarta temporada de la serie Agents of S.H.I.E.L.D. en el papel de Robbie Reyes / Ghost Rider, apareciendo en nueve episodios.
En 2019 trabajó en la película Terminator: Dark Fate en el papel del robot Rev-9, actuando junto a Linda Hamilton y Arnold Schwarzenegger.
Desde 2023 interpreta el papel de Tommy Miller en The Last of Us, de HBO, adaptación de la serie de videojuegos del mismo nombre.

## Vida personal
Luna está casado desde febrero de 2011 con la actriz rumana Smaranda Luna (de apellido de soltera Ciceu). La pareja reside en Los Ángeles, California.

## Filmografía

### Cine
| Año  | Título                | Rol                    | Notas                                                                        |
| ---- | --------------------- | ---------------------- | ---------------------------------------------------------------------------- |
| 2005 | Fall to Grace         | Kristofer Rostropovich |                                                                              |
| 2010 | Dance with the One    | Nate Hitchins          |                                                                              |
| 2011 | Bernie                | Kevin                  |                                                                              |
| 2012 | Spring Eddy           | Eddy                   |                                                                              |
| 2014 | Balls Out             | Vinnie                 |                                                                              |
| 2015 | Freeheld              | Detective Quesada      |                                                                              |
| 2015 | Gravy                 | Héctor                 |                                                                              |
| 2016 | Transpecos            | Lance Flores           | Premio especial del jurado a mejor actor en el Festival de cine de Nashville |
| 2018 | Hala                  | Mr. Lawrence           |                                                                              |
| 2019 | Terminator: Dark Fate | Rev-9                  |                                                                              |
| 2021 | Eddie & Sunny         | Eddie                  | Protagonista                                                                 |

### Televisión
| Año           | Título                   | Rol                        | Notas                                                       |
| ------------- | ------------------------ | -------------------------- | ----------------------------------------------------------- |
| 2008          | Prison Break             | Eduardo                    | Episodio: "Dirt Nap"                                        |
| 2010          | Temple Grandin           | Student Wit                | Película para televisión; sin acreditar                     |
| 2013          | Touch                    | Ted                        | Episodio: "Ghosts"                                          |
| 2013          | NCIS: Los Ángeles        | Estudiante de geología     | Episodio: "Descent"                                         |
| 2014          | Matador                  | Tony Bravo                 | 13 episodios                                                |
| 2015          | True Detective           | Miguel Gilb                | 3 episodios                                                 |
| 2015          | Wicked City              | Paco Contreras             | 8 episodios                                                 |
| 2016          | Harley and the Davidsons | Eddie Hasha                | Episodio: "Amazing Machine"                                 |
| 2016–2017     | Agents of S.H.I.E.L.D.   | Robbie Reyes / Ghost Rider | 9 episodios                                                 |
| 2016          | Rosewood                 | Eddie Lunez                | Episodio: "Eddie & the Empire State of Mind"                |
| 2017          | Patti and Marina         | Tipo con la guitarra       | Episodio: "Dating"                                          |
| 2023–presente | The Last of Us           | Tommy Miller               | Invitado (primera temporada), principal (segunda temporada) |
| 2023          | Fubar                    | Boro Polonia               | Rol antagónico                                              |

### Videojuegos
| Año  | Título             | Notas |
| ---- | ------------------ | ----- |
| 2007 | BlackSite: Area 51 | Voz   |

## Teatro
| Año  | Título           | Rol            | Teatro                   |
| ---- | ---------------- | -------------- | ------------------------ |
| 2009 | Black Snow       | Sergei Maxudov | Salvage Vanguard Theater |
| 2009 | Orestes          | Orestes        | The Off Center           |
| 2010 | Final de partida | Clov           | Larry L. King Theatre    |